# Глоговица (Добој)
Глоговица је насељено мјесто у граду Добој, Република Српска, БиХ. Према попису становништва из 1991. у насељу је живјело 714 становника.

## Становништво
| Демографија | Демографија | Демографија |
| Година      | Становника  | Становника  |
| ----------- | ----------- | ----------- |
| 1961.       | 401         |             |
| 1971.       | 976         |             |
| 1981.       | 923         |             |
| 1991.       | 710         |             |

## Знамените личности
- Јовица Ђурђић, српски књижевник